# Håkon Sigurdsson

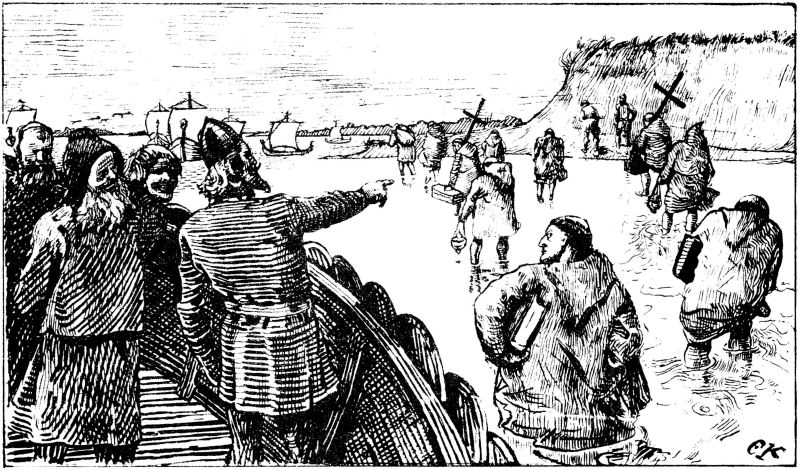
Quan Haakon restava a Dinamarca, Harald Dent Blava l'obligà a acceptar el baptisme i li ordenà que portàs diversos clergues a Noruega per difondre el Cristianisme. Un cop arribats a Noruega Haakon obligà als clergues a tornar a Dinamarca nedant.

Håkon II Sigurdsson Jarl (també Haakon) (en nòrdic antic Hákon Sigurðarson [Hlaðajarl], en noruec Håkon Sigurdsson), a voltes anomenat "Haakon el Gran" (m. 995), fou el fill de Sigurd Håkonsson, jarl de Lade, a Trondheim i Trøndelag, Noruega. Adam de Bremen escrigué que era "del llinaje d'Ivar (possiblement d'Ivar el sense-ossos) i descendia d'una estirp de gegants." A les sagues Håkon afirmava descendir del llinaje diví de Sæming (fill llegendari d'Odin).
Håkon es convertí en jarl després que son pare fos assassinat pels homes del rei Harald II de Noruega l'any 961. Durant un cert temps lluità contra el rei Harald però es veié obligat a fugir a Dinamarca i a posar-se sota la protecció del rei Harald Blåtand. A Dinamarca conspirà amb Harald en contra del rei noruec.
Harald II va ser assassinat l'any 970. Després de la seua mort el Jarl Håkon governà Noruega com a regent i vassall del rei danès Harald Blåtand, tot i que realment gaudia d'una total independència de govern. Aliat amb Harald, atacà Götaland i assassinà al seu governant, el Jarl Ottar.
Håkon era un devot pagà, creia en els antics déus nòrdics i quan el rei Harald de Dinamarca intentà forçar-lo a convertir-se al cristianisme cap a l'any 975, Håkon trencà la seua aliança amb Dinamarca. Harald envià una flota de Jomsvíkings, però la incursió fracassà, i els danesos foren vençuts a la batalla de Hjörungavágr l'any 986.
L'any 995 es produí una disputa entre Håkon i el clan dels Trønders quan Olaf Tryggvason, un descendent de Harald I de Noruega arribà a Dinamarca. Håkon ràpidament perdé tots els seus suports i va ser assassinat pel seu propi esclau i amic, Tormod Kark mentre restava amagat entre un ramat de porcs a la granja Rimul a Melhus. Els seus dos fills Eric i Sven i altres dels seus partidaris fugiren i es refugiaren a la cort del rei de Suècia, Olaf Skötkonung.

## Sagues
Mentre Heimskringla se centra més en els aspectes històrics, altres sagues nòrdiques presenten un perfil humà molt versemblant amb la seua posició: un cabdill viking, segur de si mateix, generós però dominant i capaç de respondre amb contundència, sense vacil·lacions, lluitar per les coses que vol i en absolut acostumat a cedir quan ha pres una determinació. A la saga Jomsvikinga i a la saga de Njal són els fills del jarl, Eric i Sveinn, els que són més flexibles i pragmàtics enfront de les decisions de son pare, sobretot pel que es refereix a les vides dels seus adversaris, plantejant terceres vies sense necessitat d'arribar a rebatre les accions del jarl, ambdós simplement deixen en l'aire la seua opinió i finalment és el jarl qui cedeix als seus fills el dret de prendre la decisió més òptima.

## Llinatge
- Odin n. 215
- Sæming n. 239 (hijo legendario de Odín)
- Godhjalt Saemingsson n. 264
- Sverdhjalt Godhjaltsson n. 289
- Hoddbrodd Sverdhjaltsson n. 314
- Himileig Hoddbroddsson n. 339
- Vedurhals Himileigsson n. 363
- Havard Vedurhalsson n. 388
- Godgest Havardsson n. 413
- Hemgest Godgestsson n. 438
- Gudlaugur Hemgestsson n. 463
- Gyllaug Gudlaugsson n. 488
- Mundil Gyllaugsson n. 513
- Herse Mundilsson n. 538
- Brand Hersesson n. 563
- Brynjolf Brandsson n. 588
- Baard Brynjolfsson n. 613
- Hergils Baardsson n. 638
- Haavard Hergilsson n. 663
- Harald "Trygil" Haavardsson n. 688
- Thrond Haraldsson n. 712
- Harald Trondsson n. 740 - (la seua consort, Signy Sigardsdatter, de Nordmøre, n. 744)
- Herlaug Haraldsson n. 768
- Grjotgard Herlaugsson n. 800
- Håkon Grjotgardsson n. 838
- Sigurd Håkonsson n. 895

## Fills
- Erik Håkonson, va venjar al seu pare a la batalla de Svolder i governà Noruega amb son germanastre Sveinn Hákonarson.
- Auð, casada amb el rei de Suècia, Erik el Victoriós, segons la Yngvars saga víðförla.
- Bergljót, casada amb Einar Tambarskjelve.
- Sigrid, mare de Ivar Hvide, Jarl de Uplands.

## Escaldes
Segons la Skáldatal, Håkon tenia els següents escaldes (poetes cortesans): 
- Eyvindr Finnsson
- Einarr skálaglamm
- Tindr Hallkelsson
- Skapti Þóroddsson
- Þórólfr munnr
- Eilífr Goðrúnarson
- Vigfúss Víga-Glúmsson
- Þorleifr jarlsskáld
- Hvannár-Kálfr

Segons la Hallfreðar saga el poeta Hallfreðr vandræðaskáld també compongué una drápa sobre Håkon, que s'ha perdut. Diverses estrofes discontínues de Hallfreðr a la Skáldskaparmál sovent s'han considerat part d'aquell poema perdut.